# 晨星报

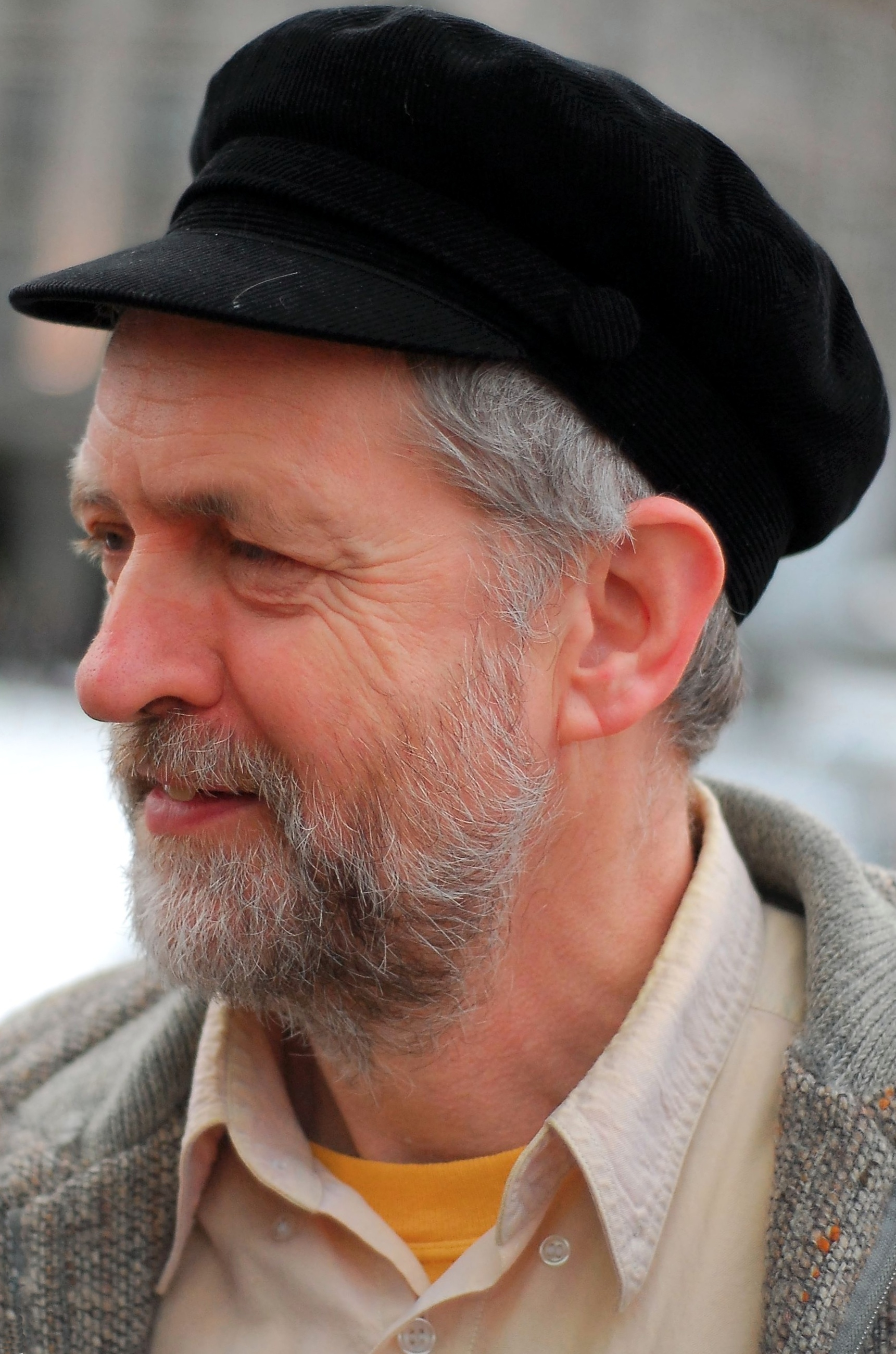
《晨星报》长期撰稿人、英国工党前领袖杰里米·科尔宾

《晨星报》（英語：Morning Star），原名《工人日报》，是一份英国左翼日报，主要关注社会和工会议题。

## 历史
1930年1月1日，该报作为大不列颠共产党（即英国共产党）中央委员会机关报创刊，在伦敦出版。该报曾是英共领导失业工人和反法西斯运动的组织者。1941年－1942年，该报曾一度被英国当局封闭停刊。该报经常刊登英共领导人和社会名人的文章，发表评论反对美国的对外政策和战争，发表读者来信，要求改善劳动人民的生活状况等。1964年10月，工党执政后，英共提出以该报为基础创办一份为所有左翼和进步力量服务的报纸。1966年4月25日，该报开始用“晨星报”名称出版，但报名下附有“工人日报的继承者”字样。1970年代末，《晨星报》编辑部开始和英共领导层发生意见冲突，英共领导层支持欧洲共产主义，而《晨星报》编辑部坚持亲苏立场、反对欧洲共产主义。1988年，《晨星报》编辑部和英共党内反对英共领导层的党员组建了不列颠共产党。目前，《晨星报》名义上为独立报纸，但事实上仍是不列颠共产党中央机关报，反映该党的政治观点。2008年，该报发行量为10000份。

## 评价
《晨星报》长期撰稿人、英国工党前领袖杰里米·科尔宾曾称赞，《晨星报》是“英国最好的报纸”。